# 雪莉鎮區 (密蘇里州里普利縣)
雪莉鎮區（英語：Shirley Township）是位於美國密蘇里州里普利縣的一個行政鎮區。

## 地方資料
雪莉鎮區的面積為169.36平方千米，當中陸地面積為168.57平方千米，而水域面積為0.79平方千米。根據2020年美國人口普查的數據，當地共有人口393人，而人口密度為每平方千米2.32人。